# حارة قاع مذبح (صنعاء)
حارة قاع مذبح هي إحدى حارات حي معين بمديرية معين إحد مديريات العاصمة اليمنية صنعاء، بلغ تعداد سكانها 3906 نسمة حسب تعداد اليمن لعام 2004.